# Houssay (Mayenne)
Houssay és un municipi francès situat al departament de Mayenne i a la regió de País del Loira. L'any 2007 tenia 391 habitants.

## Demografia

### Població
El 2007 la població de fet de Houssay era de 391 persones. Hi havia 144 famílies de les quals 24 eren unipersonals (16 homes vivint sols i 8 dones vivint soles), 56 parelles sense fills i 64 parelles amb fills.
La població ha evolucionat segons el següent gràfic:
Habitants censats

### Habitatges
El 2007 hi havia 185 habitatges, 152 eren l'habitatge principal de la família, 13 eren segones residències i 20 estaven desocupats. 181 eren cases i 4 eren apartaments. Dels 152 habitatges principals, 124 estaven ocupats pels seus propietaris, 26 estaven llogats i ocupats pels llogaters i 2 estaven cedits a títol gratuït; 2 tenien dues cambres, 24 en tenien tres, 34 en tenien quatre i 92 en tenien cinc o més. 124 habitatges disposaven pel capbaix d'una plaça de pàrquing. A 52 habitatges hi havia un automòbil i a 93 n'hi havia dos o més.

### Piràmide de població
La piràmide de població per edats i sexe el 2009 era:
| Homes | Edats   | Dones |
| ----- | ------- | ----- |
| 0     | 95 o +  | 0     |
| 0     | 90 a 94 | 0     |
| 0     | 85 a 89 | 4     |
| 0     | 80 a 84 | 0     |
| 8     | 75 a 79 | 8     |
| 8     | 70 a 74 | 12    |
| 8     | 65 a 69 | 8     |
| 8     | 60 a 64 | 4     |
| 4     | 55 a 59 | 0     |
| 12    | 50 a 54 | 12    |
| 8     | 45 a 49 | 12    |
| 12    | 40 a 44 | 16    |
| 8     | 35 a 39 | 4     |
| 12    | 30 a 34 | 16    |
| 12    | 25 a 29 | 28    |
| 24    | 20 a 24 | 4     |
| 12    | 15 a 19 | 12    |
| 12    | 10 a 14 | 4     |
| 16    | 5 a 9   | 16    |
| 4     | 0 a 4   | 12    |

## Economia
El 2007 la població en edat de treballar era de 241 persones, 207 eren actives i 34 eren inactives. De les 207 persones actives 203 estaven ocupades (105 homes i 98 dones) i 4 estaven aturades (3 homes i 1 dona). De les 34 persones inactives 11 estaven jubilades, 13 estaven estudiant i 10 estaven classificades com a «altres inactius».

### Ingressos
El 2009 a Houssay hi havia 164 unitats fiscals que integraven 448 persones, la mediana anual d'ingressos fiscals per persona era de 17.092 €.

### Activitats econòmiques
Dels 8 establiments que hi havia el 2007, 5 eren d'empreses de construcció, 1 d'una empresa de comerç i reparació d'automòbils, 1 d'una empresa d'hostatgeria i restauració i 1 d'una entitat de l'administració pública.
Dels 7 establiments de servei als particulars que hi havia el 2009, 1 era un guixaire pintor, 2 fusteries, 2 lampisteries, 1 electricista i 1 restaurant.
L'any 2000 a Houssay hi havia 28 explotacions agrícoles que ocupaven un total de 1.155 hectàrees.

## Equipaments sanitaris i escolars
El 2009 hi havia una escola elemental integrada dins d'un grup escolar amb les comunes properes formant una escola dispersa.

## Poblacions més properes
El següent diagrama mostra les poblacions més properes.